# Ґінтарас Рінкявічюс
Гинтарас Рінкявічюс (лит. Gintaras Rinkevičius; нар. 20 лютого 1960, Вільнюс) — литовський диригент.

## Біографія
Закінчив Національну школу мистецтв ім. М. К. Чюрльоніса, потім Ленінградську консерваторію (1983) та аспірантуру Московської консерваторії (1986). Рінкявічюс став лауреатом на П'ятому Всесоюзному конкурсі диригентів у Москві (1983) і на Міжнародному конкурсі фонду Герберта фон Караяна в Берліні (1985), в 1986 р отримав спеціальний приз на Міжнародному конкурсі пам'яті Яноша Ференчіка в Будапешті.
У 1988 році Рінкявічюс очолив Литовський державний симфонічний оркестр і є його незмінним керівником. Одночасно він керував Латвійською національною оперою (1996—2003), удостоївся в 1996 і 2000 рр. головної музичної премії Латвії, а в 1997 році був визнаний в Латвії диригентом року. У 2002—2005 рр. він керував оркестром оперного театру Мальме, а в 2007 році встав на чолі Новосибірського академічного симфонічного оркестру.
Крім Новосибірська, Рінкявічюс часто виступає в Росії з різними колективами. Він диригував балетом Сергія Прокоф'єва «Ромео і Джульєтта», операми Чайковського «Пікова дама», Пуччіні «Богема» і «Турандот», Верді «Набукко» в Великому театрі, «Реквіємом» Верді в «Новій опері», в 1996 м взяв участь в московських ювілейних концертах до 50-річчя Віктора Третьякова, отримавши захоплений відгук рецензента: Соліст і оркестр єдині, Ґінтарас Рінкявічюс управляє оркестром дивно точно, гостро, динамічно. Музика дозволяє перевести дух тільки тоді, коли відзвучала остання нота, зроблені останні руху смичка, останній мах диригентської палички.
Дружина — Тетяна Рінкявічене, керівник хору «Російська класика», художній керівник Російського драматичного театру у Вільнюсі (2002—2009). Їх дочки — Рута Рінкявічюте (нар. 1984) — піаністка, Саулі Рінкявічюте (нар. 1986) — скрипалька.